# 구이

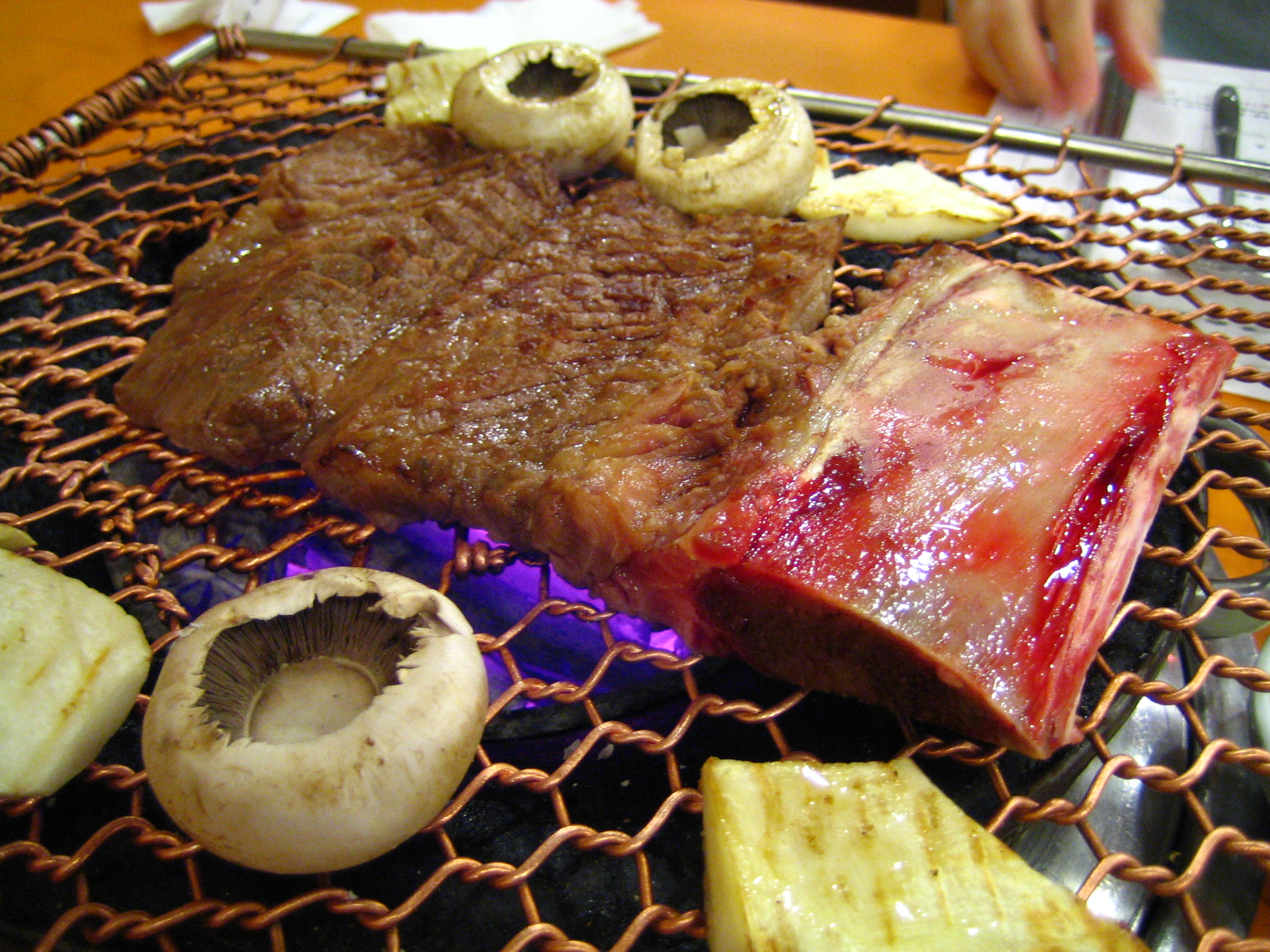
구이의 종류인 갈비

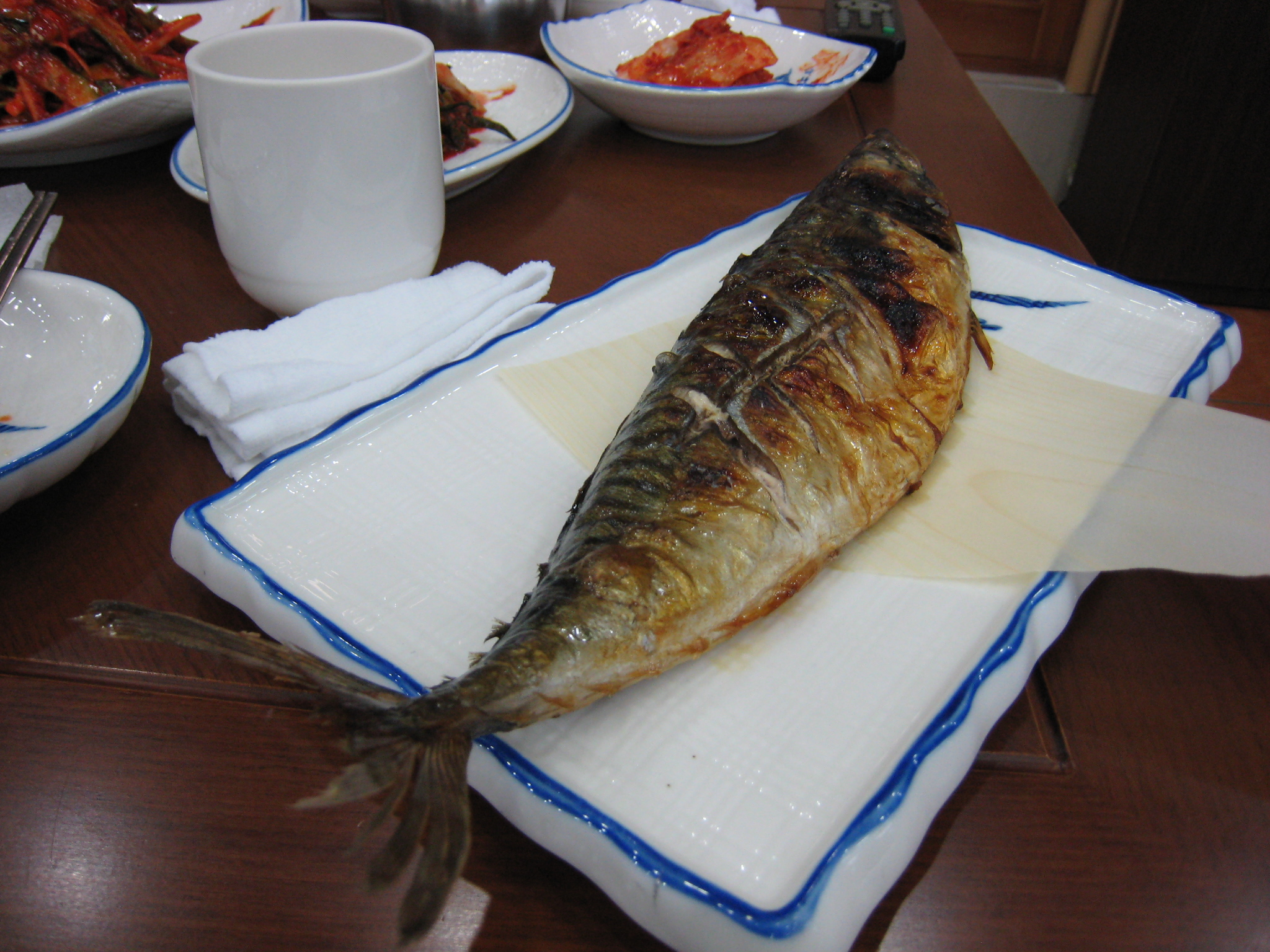
생선구이

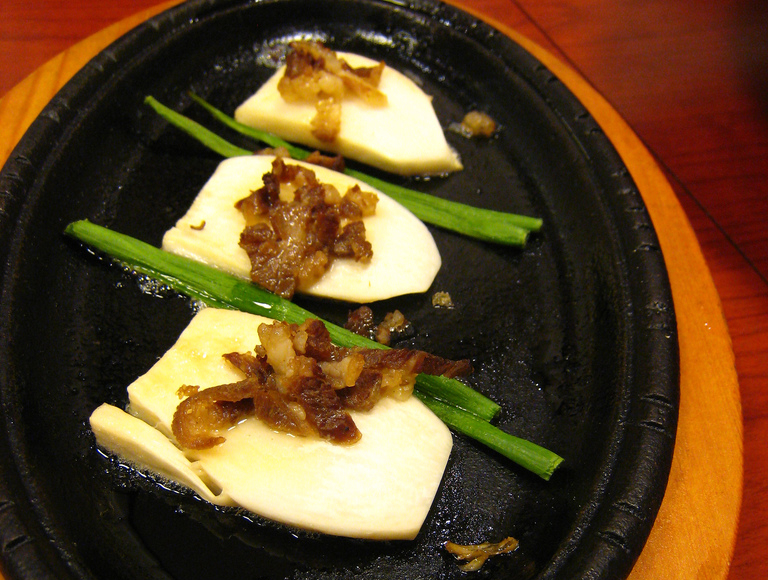
송이구이

구이란 불에 구워 조리한 음식을 뜻하는 용어이다. 보통 쇠고기나 돼지고기를 구운 것을 뜻하지만 넓게는 장어구이, 더덕구이 등의 물고기나 식물까지 포함되는 것도 있다.
구이를 판매하는 대한민국의 식당에서는 식탁 가운데 불판을 놓고 그 자리에서 구워 먹으며, 구이는 상추에 싸서 마늘, 쌈장, 다른 양념과 함께 먹는다. 갈비구이를 갈비로 줄여 말하듯 합성어로 쓰일 때는 '구이'를 생략하는 경우가 많다.

## 굽기
굽기는 수분을 사용하지 않고 식품에 직접 열을 가하여 식품 자체 내의 수분에 의해 익게 하는 방법으로 직접 구이와 간접 구이가 있다. 직접 구이는 식품을 직접 불에 얹어 놓고 복사열이나 전도열을 이용하여 굽는 방법으로, 육류나 생선 등의 조리에 이용된다. 간접구이는 철판이나 오븐을 일정한 온도로 달군 후 굽는 방법으로, 굽는 동안 표면의 단백질이 응고되어 영양소의 손실이 적은 조리 방법이다.

### 종류

#### 육류
- 불고기
- 갈비
- 삼겹살
- 닭구이
- 생치구이
- 떡갈비

#### 창
- 막창구이
- 곱창구이

#### 해산물
- 장어구이
- 고등어구이
- 삼치구이
- 새우구이
  - 대하구이
- 가자미구이
- 조개구이
  - 가리비구이
  - 전복구이
- 전어구이

#### 채소와 버섯
- 더덕구이
- 버섯구이
  - 송이구이
- 김구이 (또는 구운 김)

#### 유제품
- 치즈구이

## 같이 보기
- 아사도
- 고기구이
- 불고기
- 바비큐
- 구이판